# Uran v urinu, gospodar!
Uran v urinu, gospodar! je pesniška zbirka slovenskega pesnika in dramatika Milana Jesiha, ki je izšla leta 1972.
V teh pesmih se Jesih norčuje (igra) z vsemi uveljavljenimi političnimi, nacionalnimi, estetsko tradicionalističnimi in moralističnimi vrednotami in jih podvrže ironiji, sarkazmu, satiri in travestiji z uporabo klasičnih metričnih oblik za podajanje vsakdanje, celo popolnoma banalne vsebine ter z zavestnim mešanjem jezikovnih zvrsti, ko se drug ob drugem, celo v istem verzu, znajdeta visoko poetični jezik in najnižja pogovorna jezikovna zvrst. Slogovno je ta zbirka v tesni zvezi z dve leti kasnejšo dramo Grenki sadeži pravice.